# Buddleja davidii
Buddleja davidii са вид покритосеменни растения от семейство Живеничеви (Scrophulariaceae). Представляват храсти, първоначално разпространени в Северен Китай и Япония, но широко използвани като декоративни растения.